# Hüttwilen
Hüttwilen es una comuna suiza del cantón de Turgovia, situada en el distrito de Frauenfeld. Limita al norte con las comunas de Wagenhausen, Eschenz y Mammern, al este con Herdern, al sur con Warth-Weiningen y Uesslingen-Buch, y al oeste con Neunforn y Oberstammheim (ZH).
Hasta el 31 de diciembre de 2010, situada en el distrito de Steckborn.

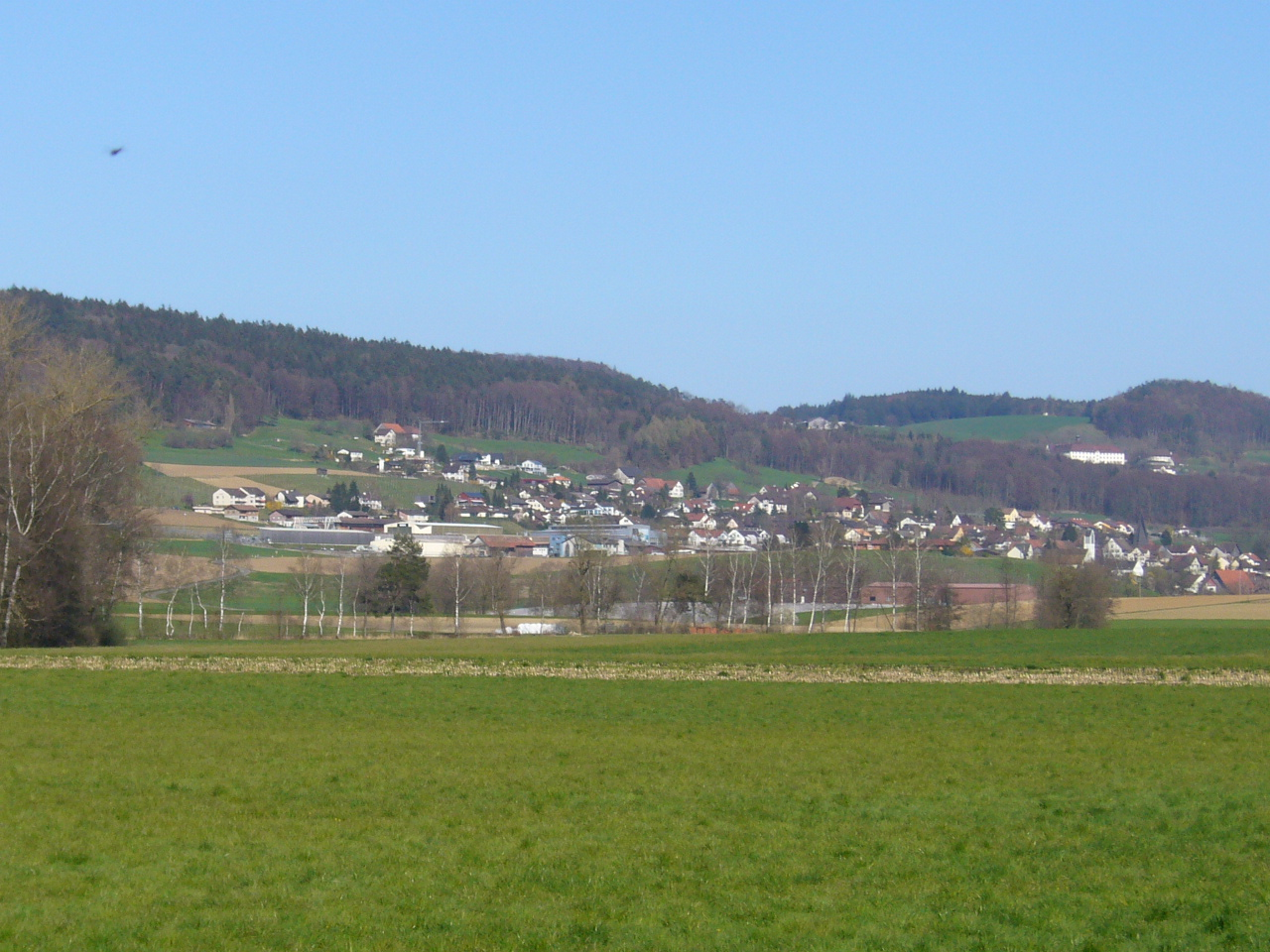
Hüttwilen.